# Billy Dee Williams
William December "Billy Dee" Williams Jr. (sinh ngày 6 tháng 4 năm 1937) là một nam diễn viên kiêm ca sĩ người Mỹ. Ông được biết đến qua vai Lando Calrissian trong loạt phim điện ảnh Star Wars.

## Thời thơ ấu
Williams sinh ra tại New York, ông là con trai của bà Loretta Anne (1915–2016) và ông William December Williams.

## Danh sách phim

### Truyền hình
- 18 bánh xe công lý (2000) ....vai diễn.. Burton Hardesty